# 780 до н. е.

## Події
Вавилон: царем став Мардук-апла-усур (до 769 року до н. е.)
4 червня — перше задокументоване сонячне затемнення в Китаї.